# Dvojný integrál
Dvojný integrál (též dvourozměrný integrál) je integrál z funkce dvou proměnných. Používá se hlavně k výpočtu objemu pod prostorovou křivkou. Definičním oborem těchto funkcí je rovina nebo její část. Dvojný integrál se proto počítá na nějaké rovinné oblasti. Objem pod prostorovou křivkou funkce {\displaystyle f(x,y)} na oblasti {\displaystyle I} zapíšeme jako
{\displaystyle \iint \limits _{I}f(x,y)\mathrm {d} x\mathrm {d} y}

## Výpočet
Dvojný integrál se snažíme převést na tzv. integrál dvojnásobný, tj. dva jednoduché integrály.

### Dvojný integrál na obdélníku

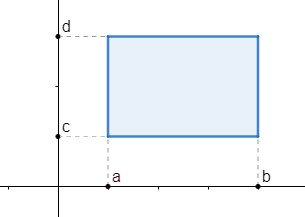
Obdélník definovaný jako

Nejjednodušší rovinná oblast pro výpočet integrálu je obdélník. Obdélník lze definovat pomocí tzv. dvourozměrného intervalu ve tvaru {\displaystyle \langle a,b\rangle \times \langle c,d\rangle }, kde {\displaystyle \langle a,b\rangle } je interval mezi dvěma body na ose {\displaystyle x} a {\displaystyle \langle c,d\rangle } na ose {\displaystyle y}. Jedná se tedy o kartézský součin dvou intervalů. Říkáme tedy přímo, odkud kam jdu na obou osách.
Dvojný integrál na obdélníku spočítáme tak, že jej přepíšeme na dvojnásobný integrál, kde hranice jednotlivých integrálů budou podle intervalů popisujících obdélník. Na obdélníku nezáleží na pořadí jednotlivých hranic, ale musíme ve správném pořadí napsat {\displaystyle \mathrm {d} x} a {\displaystyle \mathrm {d} y}.
Dvojný intergál na oblasti {\displaystyle I=\langle a,b\rangle \times \langle c,d\rangle } tedy spočítáme jako
{\displaystyle \iint \limits _{I}f(x,y)\,\mathrm {d} x\,\mathrm {d} y=\int \limits _{a}^{b}\left(\int \limits _{c}^{d}f(x,y)\,\mathrm {d} y\right)\mathrm {d} x=\int \limits _{c}^{d}\left(\int \limits _{a}^{b}f(x,y)\,\mathrm {d} x\right)\mathrm {d} y}
U integrálu, jehož hranice popisují osu {\displaystyle x}, je třeba napsat {\displaystyle \mathrm {d} x}. Stejně je tomu i u osy {\displaystyle y}.

### Dvojný integrál na libovolné oblasti

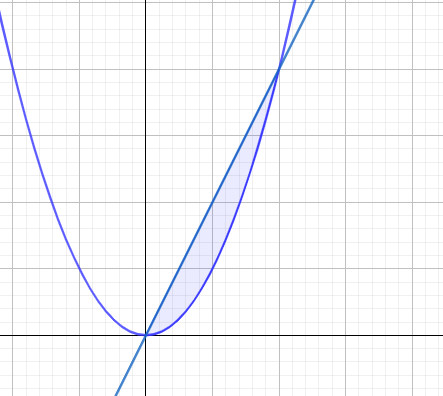
Plocha mezi křivkami funkcí a

Dvojný integrál na libovolné oblasti se spočítá pomocí tzv. Fubiniovy věty. Ta nám říká, že dvojný integrál lze rozepsat na dva jednoduché integrály, jejichž hranicemi budou funkce. Je ale nutno dodržet, že vnější integrál bude mít jako hranice číselné hodnoty, jinak by nakonec nevyšlo číslo, ale nějaká funkce.
Pro oblast {\displaystyle I:f(x)\leq y\leq g(x)} platí, že
{\displaystyle \iint \limits _{I}f(x,y)\,\mathrm {d} x\,\mathrm {d} y=\int \limits _{a}^{b}\left(\int \limits _{f(x)}^{g(x)}f(x,y)\,\mathrm {d} y\right)\mathrm {d} x}
kde {\displaystyle a} a {\displaystyle b} omezují osu {\displaystyle x}. Opět je nutno dodržet správné pořadí {\displaystyle \mathrm {d} x} a {\displaystyle \mathrm {d} y} – popisuje-li integrál osu {\displaystyle x}, musí u něj být {\displaystyle \mathrm {d} x}, a naopak. Stejně by šlo nadefinovat Fubiniovu větu i pro funkce, jejichž definičním oborem je osa {\displaystyle y} a oborem hodnot osa {\displaystyle x}.
Pro oblast {\displaystyle I:f(y)\leq x\leq g(y)} s omezením na ose {\displaystyle x} body {\displaystyle a} a {\displaystyle b} platí, že
{\displaystyle \iint \limits _{I}f(x,y)\,\mathrm {d} x\,\mathrm {d} y=\int \limits _{a}^{b}\left(\int \limits _{f(y)}^{g(y)}f(x,y)\,\mathrm {d} x\right)\mathrm {d} y}

#### Příklad
Dvojný integrál na oblasti mezi křivkami {\displaystyle y=x^{2}} a {\displaystyle y=2x} (viz obrázek) z funkce {\displaystyle f(x,y)=xy}. Oblast je na ose {\displaystyle y} ohraničena těmito dvěma křivkami. Na ose {\displaystyle x} jde od 0 do 2. Dvojný integrál by se tedy rozepsal na dvojnásobný například takto:
{\displaystyle \iint \limits _{I}xy\,{\text{d}}x\,{\text{d}}y=\int \limits _{0}^{2}\left(\int \limits _{x^{2}}^{2x}xy\,\mathrm {d} y\right)\mathrm {d} x}

## Definice

### Na obdélníku

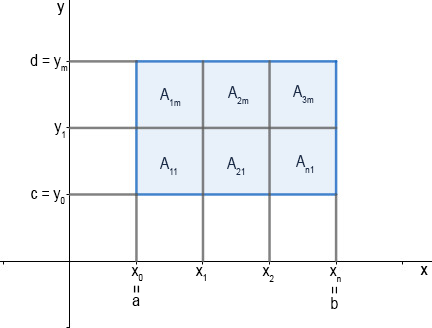
Obdélníková integrační oblast na definičním oboru funkce dvou proměnných rozdělená na menších obdélníků

Podobně jako integrál jednoduchý se dvojný integrál definuje jako rozdělení objemu pod prostorovou křivkou na nekonečně malé segmenty. Definiční obor se rozdělí na několik menších obdélníků a nad nimi následně počítáme přibližný objem. Objem pod celou křivkou se tedy rozdělí na několik malých kvádrů, jejichž objem už spočítáme jednoduše. Když sečteme objemy všech těchto kvádrů, dostaneme přibližný objem právě pod křivkou té funkce.
Obdélník se na ose {\displaystyle x} rozdělí na {\displaystyle n} sloupců a na ose {\displaystyle y} na {\displaystyle m} řádků. Objem kvádru na jednom obdélníčku spočítáme tak, že vynásobíme jeho strany, tedy jako {\displaystyle V_{ij}=(x_{i}-x_{i-1})\cdot (y_{j}-y_{j-1})\cdot z}.
Hodnotu na ose {\displaystyle z} určíme dvěma způsoby:
- Horní součet – za {\displaystyle z} dosazujeme nejvyšší možnou hodnotu, které funkce nabývá na daném obdélníčku. Víme, že horní součet bude určitě větší nebo roven přesnému objemu pod prostorovou křivkou.
- Spodní součet – za {\displaystyle z} dosazujeme nejnižší možnou hodnotu, které funkce nabývá na daném obdélníčku. Víme, že spodní součet bude určitě menší nebo roven přesnému objemu pod prostorovou křivkou.

Jestliže minimální hodnotu označíme {\displaystyle b} a maximální {\displaystyle B}, pak platí, že
{\displaystyle b_{ij}=\inf\{f(x,y);(x,y)\in A_{ij}\}}
{\displaystyle B_{ij}=\sup\{f(x,y);(x,y)\in A_{ij}\}}
kde {\displaystyle A_{ij}} označuje jeden obdélníček.
Součet objemu všech kvádrů nad obdélníčky zapíšeme jako
{\displaystyle s(D)=\sum _{i=1}^{n}\left(\sum _{j=1}^{m}\left((x_{i}-x_{i-1})\cdot (y_{j}-y_{j-1})\cdot b_{ij}\right)\right)}
{\displaystyle S(D)=\sum _{i=1}^{n}\left(\sum _{j=1}^{m}\left((x_{i}-x_{i-1})\cdot (y_{j}-y_{j-1})\cdot B_{ij}\right)\right)}
kde {\displaystyle s} značí spodní součet, {\displaystyle S} součet horní a {\displaystyle D} způsob dělení obdélníku. Z definice víme, že pro integrál na původním obdélníku {\displaystyle I} platí, že
{\displaystyle s(D)\leq \iint \limits _{I}f(x,y)\,\mathrm {d} x\,\mathrm {d} y\leq S(D)}
Na čím menší dílky původní obdélník rozdělíme, tím přesněji budou naše kvádry opisovat tvar té prostorové křivky. Když tedy rozdělíme obdélník na nekonečno malých dílků, dostaneme přesně ten objem.
{\displaystyle \lim _{n\to \infty }\left(\lim _{m\to \infty }\left(\sum _{i=1}^{n}\left(\sum _{j=1}^{m}((x_{i}-x_{i-1})\cdot (y_{j}-y_{j-1})\cdot b_{ij})\right)\right)\right)=\iint \limits _{I}f(x,y)\,\mathrm {d} x\,\mathrm {d} y=\lim _{n\to \infty }\left(\lim _{m\to \infty }\left(\sum _{i=1}^{n}\left(\sum _{j=1}^{m}((x_{i}-x_{i-1})\cdot (y_{j}-y_{j-1})\cdot B_{ij})\right)\right)\right)}

### Na libovolné oblasti
Nechť {\displaystyle \chi _{A}:\mathbb {R} ^{2}\rightarrow \{0;1\}} je charakteristickou funkcí množiny {\displaystyle A\subseteq \mathbb {R} ^{2}}. Pak platí, že
{\displaystyle \chi _{A}(x,y)={\begin{cases}1,&(x,y)\in A\\0,&(x,y)\notin A\end{cases}}}
Omezená množina {\displaystyle A\subseteq \mathbb {R} ^{2}} je Jordanovsky měřitelná množina, pokud pro ni existuje nějaký obdélník {\displaystyle R\supseteq A} takový, že {\displaystyle \chi _{A}} je integrovatelná na obdélníku {\displaystyle R}.
Mějme Jordanovsky měřitelnou množinu {\displaystyle A\subseteq \mathbb {R} ^{2}} a ohraničenou funkci {\displaystyle f:\mathbb {R} ^{2}\rightarrow \mathbb {R} }. Pak je funkce {\displaystyle f} integrovatelná na množině {\displaystyle A}, pokud je pro nějaký obdélník {\displaystyle R\supseteq A} integrovatelná funkce
{\displaystyle (\chi _{A}f)(x,y)={\begin{cases}f(x,y),&(x,y)\in A\\0,&(x,y)\notin A\end{cases}}}
na obdélníku {\displaystyle R}. Potom platí, že
{\displaystyle \iint \limits _{A}f(x,y)\mathrm {d} x\mathrm {d} y=\iint \limits _{R}(\chi _{A}f)(x,y)\mathrm {d} x\mathrm {d} y}

## Vlastnosti
{\displaystyle \iint \limits _{I}c\cdot f(x,y)\mathrm {d} x\mathrm {d} y=c\cdot \iint \limits _{I}f(x,y)\mathrm {d} x\mathrm {d} y}
{\displaystyle \iint \limits _{I}(f(x,y)+g(x,y))\mathrm {d} x\mathrm {d} y=\iint \limits _{I}f(x,y)\mathrm {d} x\mathrm {d} y+\iint \limits _{I}g(x,y)\mathrm {d} x\mathrm {d} y}
Pokud je míra množiny {\displaystyle A\subseteq \mathbb {R} ^{2}} nula, pak i {\displaystyle \iint \limits _{A}f(x,y)\mathrm {d} x\mathrm {d} y=0}.
Pokud {\displaystyle A_{1}\cup A_{2}=A} a míra množiny {\displaystyle A_{1}\cap A_{2}} je nula, pak {\displaystyle \iint \limits _{A}f(x,y)\mathrm {d} x\mathrm {d} y=\iint \limits _{A_{1}}f(x,y)\mathrm {d} x\mathrm {d} y+\iint \limits _{A_{2}}f(x,y)\mathrm {d} x\mathrm {d} y}.

## Transformace dvojného integrálu
Dvojné integrály můžeme transformovat za účelem zjednodušení jejich hranic (ne integrované funkce). Transformaci provedeme tak, že za {\displaystyle x} a {\displaystyle y} dosadíme nějaké dvě funkce v jiných dvou proměnných. Následně tyto funkce dosadíme do integrálu a přepočítáme hranice. Abychom mohli integrovat podle těchto nových proměnných, musíme vnitřek integrálu vynásobit absolutní hodnotou tzv. jakobiánu.
{\displaystyle \iint \limits _{I}f(x,y)\mathrm {d} x\mathrm {d} y=\iint \limits _{A}f(g(u,v),h(u,v))\cdot |J|\mathrm {d} u\mathrm {d} v}
Jakobián funkce 2 proměnných spočítáme jako determinant 2×2 takto:
{\displaystyle J={\begin{vmatrix}g_{u}&g_{v}\\h_{u}&h_{v}\end{vmatrix}}=g_{u}h_{v}-g_{v}h_{u}}
kde {\displaystyle g_{u},g_{v},h_{u},h_{v}} jsou parciální derivace těchto funkcí.

### Dilatace
Dilatace je natažení nebo smrštění, tedy něco jako změna měřítka grafu. Za každou z proměnných dosadím nějaký násobek nových proměnných.
{\displaystyle \iint \limits _{I}f(x,y)\mathrm {d} x\mathrm {d} y={\begin{vmatrix}x=au\\y=bv\end{vmatrix}}=\iint \limits _{A}f(au,bv)\cdot |ab|\mathrm {d} u\mathrm {d} v}
jelikož jakobián vyjde {\displaystyle J={\begin{vmatrix}a&0\\0&b\end{vmatrix}}=ab}.

### Posunutí
Posunutí je transformace, kdy se každá proměnná pouze posune o určitou hodnotu. Jakobián vyjde 1.

### Polární souřadnice

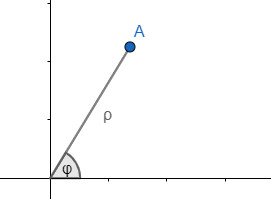
Polární souřadnice

Polární souřadnice jsou typickou transformací, počítáme-li integrál na nějaké části kruhu. Dokáží hranice zjednodušit opravdu hodně. Bod polárními souřadnicemi popíšeme jako vzdálenost od počátku (zpravidla označujeme {\displaystyle \rho } – ró) a úhel (označujeme {\displaystyle \phi } – fí) – viz obrázek. Z definice goniometrických funkcí na jednotkové kružnici lze vyvodit, že
{\displaystyle x=\rho \cdot \cos \phi }
{\displaystyle y=\rho \cdot \sin \phi }
{\displaystyle \rho } je nějaká nezáporná hodnota a {\displaystyle \phi } je nějaký úhel od 0 do 360°, tedy 2π. Jakobián vyjde
{\displaystyle J={\begin{vmatrix}\cos \phi &-\rho \cdot \sin \phi \\\sin \phi &\rho \cdot \cos \phi \end{vmatrix}}=\rho \cdot \cos ^{2}\phi +\rho \cdot \sin ^{2}\phi =\rho }
Jelikož {\displaystyle \rho } je nezáporné, absolutní hodnota z jakobiánu je jen {\displaystyle \rho }.
Při přepisu na dvojnásobný integrál se jako hranice uvede právě úhel {\displaystyle \phi } a poloměr {\displaystyle \rho }. Například integrál na kruhu s poloměrem {\displaystyle r}:
{\displaystyle \iint \limits _{K}f(x,y)\mathrm {d} x\mathrm {d} y=\iint \limits _{P}\rho f(\rho \cdot \cos \phi ,\rho \cdot \sin \phi )\mathrm {d} x\mathrm {d} y}
Kde {\displaystyle K:x^{2}+y^{2}\leq r^{2}} a {\displaystyle P:\rho \in \langle 0;r\rangle ,\phi \in \langle 0;2\pi \rangle }. Jelikož přímo říkám, odkud kam která proměnná jde, jedná se o integrál na obdélníku.
{\displaystyle \iint \limits _{P}\rho f(\rho \cdot \cos \phi ,\rho \cdot \sin \phi )\mathrm {d} x\mathrm {d} y=\int \limits _{0}^{r}(\int \limits _{0}^{2\pi }\rho f(\rho \cdot \cos \phi ,\rho \cdot \sin \phi )\mathrm {d} \phi )\mathrm {d} \rho }
Polární souřadnice samozřejmě lze zobecnit na libovolně protaženou či smrštěnou kružnici (tedy elipsu) nebo na kružnici, která nemá střed v počátku, tak, že v jednom kroku aplikuji jak transformaci do polárních souřadnic, tak dilataci a posunutí:
{\displaystyle x=a+b\cdot \rho \cdot \cos \phi }
{\displaystyle y=c+d\cdot \rho \cdot \sin \phi }

## Využití
Pomocí dvojného integrálu se kromě objemu pod prostorovou křivkou dá spočítat i obsah rovinného obrazce. Počítáme-li integrál z nějaké funkce na nějaké oblasti, znamená to, že danou oblast vytáhneme do výšky, dokud nedosáhne naší funkce. Když takto vytáhneme rovinný útvar do výšky 1, jeho obsah bude shodný s objemem takto vytvořeného tělesa (samozřejmě se budou lišit jednotky). Obsah {\displaystyle S} rovinné oblasti {\displaystyle I} tedy spočítáme jako
{\displaystyle S=\iint \limits _{I}\mathrm {d} x\mathrm {d} y}
Také můžeme pomocí dvojných integrálů spočítat povrch prostorové křivky. Pro výpočet povrchu {\displaystyle S} prostorové křivky funkce {\displaystyle f(x,y)} na oblasti {\displaystyle I} platí následující vztah:
{\displaystyle S=\iint \limits _{I}{\sqrt {1+{f_{x}}^{2}+{f_{y}}^{2}}}\mathrm {d} x\mathrm {d} y}
kde {\displaystyle f_{x}} je parciální derivace funkce {\displaystyle f} podle {\displaystyle x} a {\displaystyle f_{y}} je parciální derivace {\displaystyle f} podle {\displaystyle y}.